# ال اف روتشيلد
ال اف روتشيلد (بالإنجليزية: L.F. Rothschild)‏ كانت شركة تجارية واستثمارية مصرفية مقرها في الولايات المتحدة، أسست عام 1899. وانهارت الشركة بعد انهيار سوق الأسهم عام 1987.

## التاريخ
تأسست ال اف روتشيلد في عام 1899 من قبل لويس روتشيلد (1869–1957)، وهي لا ترتبط بعائلة روتشيلد الأوروبية. أُنشئت بالتعاون مع الشريك ليونارد هوشستاتر، تولى روتشيلد مكاتب وأعمال ألبرت لوب وشركاه في 32 برودواي. كان نشاط الشركة الأساسي هو بيع وتداول الأوراق المالية ذات الدخل الثابت. كما كان لدى الشركة مجموعة تحكيم وكذلك عمليات وساطة تجارة التجزئة وإدارة الثروات.
بعد اندماجها مع شركة انتيربيرغ توبين في عام 1977، كانت الشركة معروفة باسم ال اف روتشيلد وانتيربيرغ وتوبين وكان يقودها في المقام الأول توماس انتيربيرغ وروبيرت توبين. كانت الشركة معروفة باستثماراتها المصرفية التجارية، خاصة في شركات التكنولوجيا المتقدمة. في أوائل الثمانينيات ظهرت الشركة كأكبر مؤمّن للاكتتابات العامة الأولية، متخطية البنوك الاستثمارية النخبة (في ذلك الوقت، بما في ذلك ليمان براذرز، وغولدمان ساكس، ومورغان ستانلي). ومن بين الشركات التي تم الإعلان عنها، كانت شركة إنتل وشركة كراي للأبحاث وشركة التكنولوجيا الحيوية سيتاس كوربورايشن.
في عام 1986 وبعد عشر سنوات فقط من الاندماج مع ال اف روتشيلد، غادر توبين وانتيربيرغ الشركة للانضمام إلى شيرسون ليمان. ويعزى هذا الانقسام إلى معارضتهم لخطط التوسع في مبيعات السندات وعمليات التداول الخاصة بالشركة. ومع ذلك في المفاوضات مع الشركات الخارجية ذات الصلة بالتوسع في ضخ رأس المال، عُرض لهم عرض خاص وجذاب يتطلب بشكل خاص أن يصرف انتيربيرغ وتوبين من مواقع الإدارة أو أن يتركا الشركة. يُعتقَد أن المشاعر الصعبة بين الإدارة العليا التي نتجت عن هذا العرض هي العامل السببي وراء مغادرتها من قبل معظم المطلعين. في نهاية المطاف أدى تعرض الشركة لتداول الأسهم خلال انهيار سوق الأسهم في عام 1987 مباشرة إلى زوالها.
تركت انتيربيرغ ليمان بعد أربع سنوات، في عام 1990، لتشكيل انتيربيرغ هاريس.
الشركة تكبدت خسائر فادحة في انهيار سوق الأوراق المالية عام 1987 واكتسبت من قبل جمعية فرانكلين المدربة في كانساس في فبراير 1988. ومع ذلك حتى مع رأس المال الجديد، تقدمت الشركة القابضة للشركة ال اف روتشيلد هولدنج. بطلب الحماية بموجب الفصل 11 من الإفلاس في يوليو 1989. بحلول نهاية عام 1989 انتقلت الشركة من ذروة 2,200 موظف إلى 45.

## أشخاص بارزين
من أهم الشخصيات البارزة في ال اف روتشيلد:
- توماس لي، مستثمر في الأسهم الخاصة وهو مؤسس شركة توماس لي بارتنرز في عام 1974.[10]
- جون أنجيلو ومايكل غوردون، واللذان غادرا الشركة في عام 1988 ليؤسسا شركة أنجيلو وجوردون وشركاه.[11]
- دانييل سكوتو، مدير الأبحاث السابق، انضم إلى الشركة في عام 1982، وهو حالياً رئيس قسم المعلومات في وايت هول للاستشارات المالية ذ.م.م.[12]
- جوردان بيلفورت، مؤسس شركة وساطة الأوراق المالية ستراتون أوكمونت، وهو موضوع فيلم عام 2013 ذئب وول ستريت، المدان بتزوير الأوراق المالية، ضمن جنايات أخرى.
- جان شافيروف، محسناً ومؤسساً اجتماعياً.

## قراءات أخرى
- بيلفورت، جوردن (2007). ذئب وول ستريت. نيويورك: كتب بانتام. ISBN:978-0-553-80546-8.